# 蕭邦享
蕭邦享，台灣指揮家、小提琴演奏家，現任臺邦獨奏家樂團藝術總監，台灣嘉義人。

## 歷略
- 自幼隨林東哲與陳秋盛老師學習小提琴，1983年畢業於國立藝專(現國立台灣藝術大學)。
- 1985年起擔任高雄市交響樂團首席暨訓練員，1996年轉任樂團常任指揮兼代理團長，1999年起專任於指揮一職，直至2010年合約期滿。
- 2000年籌組台灣獨奏家室內樂團。2003年，協助台中市政府成立台中市交響樂團。
- 2016年起擔任臺邦獨奏家樂團藝術總監 ; 他同時也擔任俄羅斯愛樂管弦樂團首席指揮。[1][需要非第一手來源]